# 庾杲之
 庾杲之（441年—491年），字景行，新野郡新野縣人。南朝宋追贈雍州刺史庾深之孫。南朝宋、齊官員。

## 生平
庾杲之年輕時就已端方正直，學習文章義理。入仕後初任奉朝請，巴陵王劉休若的征西參軍。後來獲郢州州府舉為秀才，任晉熙王劉燮的鎮西外兵參軍。後轉時任宋征虜將軍的齊武帝蕭賾的功曹，還任尚書駕部郎。昇明二年（478年），蕭賾還都任撫軍將軍、領軍將軍，庾杲之復任其撫軍記室。翌年（479年）蕭賾進中軍大將軍，庾杲之隨府轉任中軍記室。後庾杲之轉任員外散騎常侍、正員郎；又轉中書郎，領荊湘二州中正。後再轉尚書左丞，仍任員外散騎常侍及領二州中正如故。及後獲衞軍將軍王儉選為其衞軍長史，又轉任黃門郎兼御史中丞，不久就正授御史中丞。
庾杲之後兼侍中，又在北魏使者來到時兼主客郎，其時魏使曾問為何當時那麼多人貼門帖想要賣房子，庾杲之就回說是齊廷打算北伐收復中原，故此人人都爭相賣房做準備。使者聽後不悅但沒有回話。時齊武帝認為諸王年輕不宜隨便和其他人交往接觸，就命庾杲之及江淹五天去見一次諸王，以了解他們的愛好。後轉廬陵王蕭子卿的中軍長史，再轉尚書吏部郎，參與選用官員之事，後又調任太子右衞率，加通直常侍。
永明九年（491年），庾杲之去世，享年五十一歲，齊武帝對他的死感到很痛惜，諡其為貞子。

## 性格特徵
- 庾杲之生活清貧儉樸，平時只吃漬韮菜、灼韮菜或生吃韮菜。任昉曾拿他開玩笑說：「誰說庾郎貧窮呀，吃鮭魚也有二十七款。」三九二十七，借「三九」諧音笑他的韮菜三吃[6][7]。
- 庾杲之年輕有孝行，當時已獲劉勔稱許[8]。長大後擅長談吐、聲音和諧圓潤、儀表美好，王儉對其甚為賞識，更在庾杲之任兼侍中時和柳世隆一起向齊武帝推薦正授杲之侍中。雖然齊武帝那時未有此意，但武帝亦甚欣賞杲之的外表及才能，因而讓他主客郎接見北魏使者，又在崇虛館落成後命他寫碑文。《南史》亦記載一段故事稱齊武帝和百官議事時突然問道自己死後該獲得怎樣的諡號，弄得百官都答不上來，王儉那時用眼神向庾杲之示意，庾杲之就從容地打圓場：「陛下壽命和南山相等，現在和太陽和月亮一樣明亮，這麼久遠的事，臣子們怎能夠輕易估量。」這回答當時人都很欣賞[9][10]。

## 延伸阅读
[在维基数据编辑]
 《南齊書·卷34》，出自萧子显《南齊書》
 《南史·卷49》，出自李延壽《南史》